# 宇治市立西宇治中学校
宇治市立西宇治中学校（うじしりつ にしうじちゅうがっこう）は、京都府宇治市伊勢田町南山にある公立中学校。

## 沿革

### 学校の創立
1947年の学制改革に伴い、当時の久世郡に設立された2校の新制中学校（南久世中学校：久津川村・寺田村・富野荘村、北久世中学校：小倉村・大久保村）を源流としている。この2校は新制度発足直後ゆえに専用の校舎はなく、南久世中学校が寺田小学校と南部青年学校を、北久世中学校が小倉小学校（男子生徒）と城南高等女学校（女子生徒）を間借りする形での開校であった。
専用の校舎を持つ中学校となったのは1年後の1948年のことで、伊勢田の日国（日本国際航空）工業附属病院だった建物に両校を統合した5ヵ村組合立久世中学校が開校した。
その後5ヵ村組合立久世中学校は、1951年3月に小倉村と大久保村が宇治市に編入されたことに伴い、宇治市・久津川村・寺田村・富野荘村組合立久世中学校へと改称。同年4月には城陽町誕生により、宇治市・城陽町組合立久世中学校へと再度改称している。（同時にこれまで泉ヶ丘中学校組合に属していた旧青谷村も、城陽町の一部として久世中学校の校区となった。）
このような歴史的経緯から両市町の生徒が通っていた久世中学校だが、城陽町から電車通学が必要なことや建物が手狭で老朽化していることなどが問題となり、久世中学校を発展的に分離して両市町に独立した中学校を設置することが決定した。
1956年に城陽町立城陽中学校が開校すると、伊勢田の旧久世中学校は宇治市立西宇治中学校となった。2年後の1958年には新校舎が完成し、ようやく中学校らしい姿となった。

### 人口急増期
1960年代後半を迎えると、校区内の宅地化により西宇治中学校の生徒数も急増した。鉄筋校舎を相次いで増築したが、それ以上の勢いで生徒数は増加したため、1972年には主に小倉地区を宇治市立北宇治中学校へと分離した。4年後の1976年には主に大久保駅周辺地区を宇治市立南宇治中学校を分離。1984年には宇治市立広野中学校を分離している。

### 年表
- 1947年（昭和22年）5月 - 大久保・小倉2ヵ村組合立北久世中学校開校
- 1948年（昭和23年）5月 - 大久保村・小倉村組合立北久世中学校は、久津川・寺田・富野荘3 ヵ村を加え、5ヵ村組合立久世中学校として開校
- 1951年（昭和26年）3月 - 小倉村・大久保村の宇治市編入にともない、宇治市ほか3ヵ村組合立久世中学校と改称
- 1951年（昭和26年）4月 - 城陽町の誕生により、久世中学校は宇治市・城陽町組合立久世中学校となる
- 1954年（昭和29年）5月 - 宇治市・城陽町組合立久世中学校を発展的に分離して、宇治・城陽にそれぞれの独立の中学校を設置することを決定
- 1956年（昭和31年）4月 - 宇治市立西宇治中学校設置
- 1958年（昭和33年）10月 - 校旗・校歌制定
- 1958年（昭和33年）12月 - 新築校舎竣工
- 1962年（昭和37年）9月 - 第二室戸台風襲来
- 1964年（昭和39年）3月 - 体育館（講堂）が竣工
- 1966年（昭和41年） - プール竣工
- 1968年（昭和43年）3月 - 校舎を増築
- 1968年（昭和43年）10月 - 校舎を増築
- 1969年（昭和44年）3月 - 校舎を増築
- 1972年（昭和47年）4月 - 西宇治中学校、宇治中学校から北宇治中学校を分離
- 1973年（昭和48年） - 校舎を増築
- 1975年（昭和50年）4月 - 南校舎（本館）を増築
- 1976年（昭和51年）4月 - 南宇治中学校を分離
- 1984年（昭和59年）4月 - 西宇治中学校、宇治中学校、南宇治中学校から広野中学校を分離
- 1989年（平成元年） - 第二体育館竣工
- 1990年（平成2年） - 大規模改造工事竣工
- 1998年（平成10年） - 体育館を解体
- 1999年（平成11年） - 旧体育館跡に5階建て新校舎竣工
- 2000年（平成12年） - 柔剣道場竣工
- 2007年（平成19年） - 大規模改造工事竣工

## 通学区域
- 宇治市立伊勢田小学校（全域）
- 宇治市立神明小学校（一部区域）
- 宇治市立小倉小学校（一部区域）

## 学校の周辺
- 陸上自衛隊大久保駐屯地
- ウトロ地区

## 交通
- 近鉄京都線 伊勢田駅下車 南西へ約400m
- 西日本旅客鉄道（JR西日本）奈良線 新田駅下車 北西へ約900m

## 通学区域が隣接している学校
- 宇治市立南宇治中学校
- 宇治市立広野中学校
- 宇治市立宇治中学校
- 宇治市立北宇治中学校
- 宇治市立西小倉中学校
- 久御山町立久御山中学校